# 7 ذو الحجة
- السبت
- الأحد
- الاثنين
- الثلاثاء
- الأربعاء
- الخميس
- الجمعة

- 2624 مايو 2025
- 2725 مايو 2025
- 2826 مايو 2025
- 2927 مايو 2025
- 128 مايو 2025
- 229 مايو 2025
- 330 مايو 2025
- 431 مايو 2025
- 51 يونيو 2025
- 62 يونيو 2025
- 73 يونيو 2025
- 84 يونيو 2025
- 95 يونيو 2025
- 106 يونيو 2025
- 117 يونيو 2025
- 128 يونيو 2025
- 139 يونيو 2025
- 1410 يونيو 2025
- 1511 يونيو 2025
- 1612 يونيو 2025
- 1713 يونيو 2025
- 1814 يونيو 2025
- 1915 يونيو 2025
- 2016 يونيو 2025
- 2117 يونيو 2025
- 2218 يونيو 2025
- 2319 يونيو 2025
- 2420 يونيو 2025
- 2521 يونيو 2025
- 2622 يونيو 2025
- 2723 يونيو 2025
- 2824 يونيو 2025
- 2925 يونيو 2025
- 126 يونيو 2025
- 227 يونيو 2025

7 ذو الحجَّة أو 7 ذو الحجَّة الحرام أو يوم 7 \ 12 (اليوم السابع من الشهر الثاني عشر) هو اليوم الثاني والثلاثون بعد الثلاثمائة (332) من أيَّام السنة (أو الثالث والثلاثون بعد الثلاثمائة لو كان شهر رمضان مُتممًا لليوم الثلاثين أو الرابع والثلاثون بعد الثلاثمائة لو أتم كلاً من صفر وربيع الآخر وجمادى الآخرة وشعبان ورمضان ثلاثين يوماً) وفق التقويم الهجري القمري (العربي). يبقى بعده 22 أو 23 يومًا لانتهاء السنة.

## أحداث
- 1293هـ - إعلان السلطان عبد الحميد الثاني الدستور الذي أطلق عليه «المشروطية الأولى»، وكان يقف وراء إصداره مدحت باشا، وهو ينقسم إلى 12 قسمًا، ضم 119 مادة.
- 1349هـ - الأديب المصري زكي مبارك يحصل على درجة الدكتوراه من جامعة السوربون الفرنسية بعنوان «النثر الفني في القرن الرابع الهجري». وشهدت مناقشة الرسالة ضجة بسبب موقف زكي من المشرف والمستشرق المشهور «ماسينيون» حول آرائه في النثر، وأعلن «مبارك» أنه جاء ليصحِّح أغلاط المستشرقين.
- 1388هـ - نقل جثمان ملك السعودية الأسبق سعود بن عبد العزيز بالطائرة من أثينا إلى السعودية ليدفن في مقبرة العود بمدينة الرياض بعد الصلاة عليه في مكة المكرمة.
- 1390هـ - عيدي أمين يستولي على السلطة في أوغندا في انقلاب عسكري.
- 1401هـ - اغتيال الرئيس المصري محمد أنور السادات أثناء العرض العسكري الذي أقيم احتفالاً بالذكر الثامنة لحرب السادس من أكتوبر، وقد قام بالاغتيال عدد من أفراد الجيش التابعين لمنظمة الجهاد، في مقدمتهم خالد الإسلامبولي الذي تولى التخطيط لهذه العملية.
- 1413هـ - إرتريا تنضم إلى الأمم المتحدة.
- 1414هـ - نقل السلطات المدنية في قطاع غزة إلى السلطة الوطنية الفلسطينية بعد احتلال دام 27 عامًا وذلك في إطار اتفاقية أوسلو للحكم الذاتي بين إسرائيل ومنظمة التحرير الفلسطينية.
- 1422هـ - نفذ مقاومون فلسطينيون من كتائب القسام قرب قرية عين عريك هجوماً مسلحاً على حاجز عسكري إسرائيلي أدى لمقتل 6 جنود صهاينة وإصابة سابع بجروح، فيما عرف بعملية عين عريك.
- 1424هـ - حصول عملية تبادل بين حزب الله وإسرائيل، أطلق خلالها سراح 400 أسير فلسطيني و23 لبنانياً.
- 1425هـ - البرلمان المصري يناقش مشروع قانون من 10 نقاط لتطوير الأزهر، أبرزها انتخاب شيخ الأزهر عن طريق علماء مجمع البحوث الإسلامية الذي يعادل هيئة كبار العلماء السابقة.
- 1428هـ - قوات الأمن العراقية تتسلم أمن مدينة البصرة من القوات البريطانية.
- 1439هـ - لاعب الكريكيت السابق عمران خان يصبح رسميًا رئيس الوزراء في باكستان.
- 1440هـ - البرلمان الهندي يلغي الحكم الذاتي للشطر الهندي من إقليم كشمير المتنازع عليه مع باكستان، وإسلام آباد تطرد السفير الهندي وتبحث سبل الرد عبر الأمم المتحدة، والأمين العام للأمم المتحدة يدعو إلى «أقصى درجات ضبط النفس».

## مواليد
- 8هـ - إبراهيم بن محمد، ابن النبي محمد من زوجته مارية القبطية.
- 1052هـ - أحمد الثاني، السلطان العثماني الثالث والعشرين.
- 1357هـ - إبراهيم مرعشلي، ممثل لبناني.
- 1361هـ - تحسين شردم، عسكري أردني.
- 1363هـ - علي الكوراني، رجل دين شيعي لبناني.
- 1368هـ - عثمان جنيح، لاعب كرة قدم تونسي سابق ورئيس نادي النجم الرياضي الساحلي لثلاثة عشر عام.
- 1374هـ - آصف علي زرداري، رئيس باكستان.
- 1376هـ - فايز العامر، ممثل كويتي.
- 1379هـ - بشير الغنيم، ممثل سعودي.
- 1375هـ - حسينة صافي، سياسية وناشطة أفغانية.
- 1398هـ -
  - مكسيم خليل، ممثل سوري.
  - محمد أبو تريكة، لاعب كرة قدم مصري.
- 1412هـ - ميار الغيطي، ممثلة مصرية.

## وفيات
- 106 هـ - طاووس بن كيسان، فقيه وراوي حديث وتابعي من كبار التابعين.
- 114 هـ - محمد بن علي الباقر، عالم مسلم، وخامس أئمة الشيعة.
- 131 هـ - مالك بن دينار البصري، عالم محدث من أعلام التابعين.
- 382 هـ - الحسن بن عبد الله الشيعي العسكري، فقيه وأديب مسلم.
- 463 هـ - الخطيب البغدادي، إمام حافظ ومحدث ومؤرخ مسلم.
- 1408 هـ - محمد بن عبد الله الملحم، فقيه وأستاذ جامعي وشاعر سعودي.
- 1427 هـ - علال الغازي، أديب مغربي.
- 1433 هـ - عفيفة إسكندر، مغنية عراقية.
- 1437 هـ - عبد الحكيم عبد اللطيف، شيخ عموم المقارئ المصرية.
- 1439 هـ - كوفي أنان، دبلوماسي غاني والأمين العام السابع للأُمم المتحدة.

## وصلات خارجية
- موقع قصة الإسلام: حدث في شهر ذو الحجَّة.